# Emma Twigg
Emma Twigg (ur. 1 marca 1987 r. w Napier) – nowozelandzka wioślarka, mistrzyni świata, uczestniczka trzech igrzysk olimpijskich.

## Igrzyska olimpijskie
Na igrzyskach zadebiutowała w 2008 roku w Pekinie. W rywalizacji jedynek zdołała awansować do finału B, w którym zajęła trzecie miejsce. Ostatecznie została sklasyfikowana na dziewiątej pozycji.
Cztery lata później w Londynie ponownie wystąpiła w jedynce. Tym razem udało się awansować do finału A, zajmując w nim czwarte miejsce. Do będącej na trzeciej pozycji Australijki Kim Crow straciła 3,72 sekundy.
Na igrzyskach olimpijskich w 2016 w Rio de Janeiro powtórzyła wynik sprzed czterech lat. Zawody jedynek zakończyła na czwartej pozycji, tracąc do trzeciej na mecie Chinki Duan Jingli 0,35 sekundy.

## Osiągnięcia
- Mistrzostwa świata – Eton 2006 – ósemka – 7. miejsce.
- Mistrzostwa świata – Monachium 2007 – jedynka – 6. miejsce
- Igrzyska olimpijskie – Pekin 2008 – jedynka – 9. miejsce
- Mistrzostwa świata – Poznań 2009 – jedynka – 4. miejsce
- Mistrzostwa świata – Karapiro 2010 – jedynka – 3. miejsce
- Mistrzostwa świata – Bled 2011 – jedynka – 3. miejsce
- Igrzyska olimpijskie – Londyn 2012 – jedynka – 4. miejsce
- Mistrzostwa świata – Chungju 2013 – jedynka – 2. miejsce
- Mistrzostwa świata – Amsterdam 2014 – jedynka – 1. miejsce
- Igrzyska olimpijskie – Rio de Janeiro 2016 – jedynka – 4. miejsce
- Mistrzostwa świata – Ottensheim 2019 – jedynka – 2. miejsce